# Šíjové projasnění
Šíjové projasnění (ang. nuchal translucency, zkratkou NT) je nahromadění tekutiny pod kůží v oblasti záhlaví plodu. Vyšetřuje se pomocí utrazvukového screeningu plodu v 11.-13. týdnu těhotenství. V tomto období mají všechny plody na tomto místě určité množství tekutiny, jako suspektní se považují hodnoty nad 2,7 mm výšky. Zvýšené šíjové projasnění se vyskytuje u plodů s chromozomovými vadami, vyšším rizikem abortu, vrozenými srdečními vadami, infekcemi aj. U dětí s Downovým syndromem je toto množství zvýšené asi v 70 %.